# Monumento contra a guerra e o fascismo
O Monumento Contra a Guerra e o Fascismo é um monumento que foi colocado em 1989 em frente à casa de nascimento de Adolf Hitler em Braunau am Inn, na Áustria.
O monumento consiste em uma pedra de granito proveniente da pedreira do campo de concentração de Mauthausen, na Áustria, onde os prisioneiros foram forçados a trabalhar e onde vários deles morreram de exaustão ou foram baleados por guardas.
Esses detidos foram submetidos a condições bárbaras, a mais cruel das quais consistiu em subir os 186 degraus da pedreira do campo, carregando pesados blocos de pedra. Essas marchas eram conhecidas entre os prisioneiros como as "escadas da morte".

## A casa de nascimento de Hitler

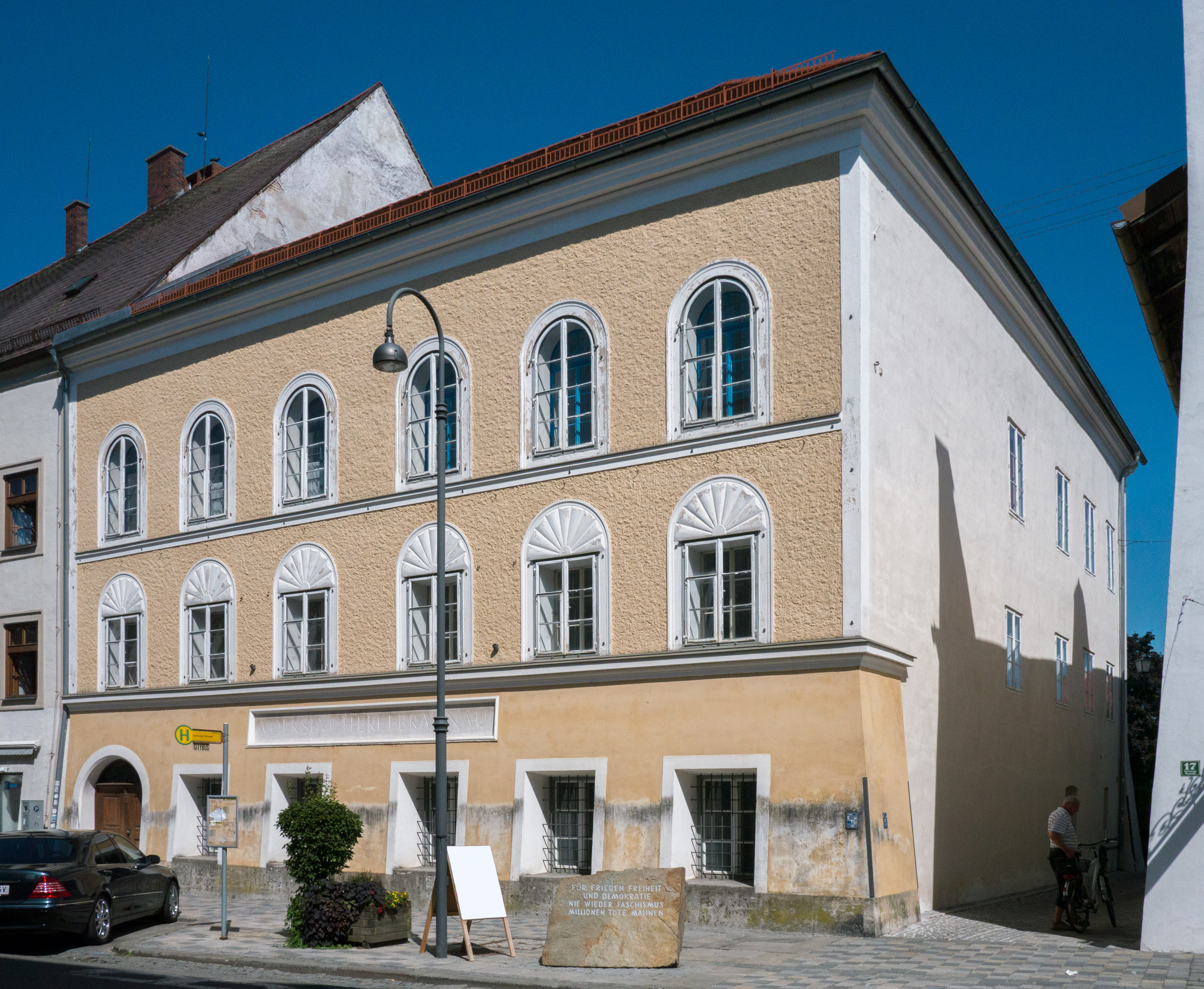
Casa onde Hitler nasceu.

Na época do nascimento de Hitler, o prédio era uma casa de hóspedes modesta, onde os pais de Hitler alugavam quartos em conexão com o trabalho de seu pai como funcionário menor da alfândega na fronteira entre a Áustria e a Alemanha. Os Hitler viveram no prédio apenas até Adolf completar três anos, quando seu pai foi transferido para Passau.
Após a Segunda Guerra Mundial, o prédio foi alugado pela República da Áustria em 1952 e obteve proteção do patrimônio como parte do centro histórico da cidade. Até 1965, era o lar da biblioteca pública e depois de um banco. De 1970 a 1976, várias aulas da escola técnica foram realizadas na casa, até a escola ser reconstruída. A casa, por muitos anos, acomodou uma filial da instituição de caridade "Lebenshilfe" e funcionou como um centro diurno e oficinas para pessoas com dificuldades de aprendizado. Depois que a instituição deixou o prédio em 2011, ele permaneceu vazio. A partir de 2016, o governo austríaco pretende expropriar o proprietário e demolir o edifício. Uma lei especial de desapropriação foi adotada.
Sugestões a respeito de tornar o local de nascimento de Hitler um lugar de lembrança para as vítimas do nazismo já haviam sido feitas nos primeiros anos após a guerra. Durante muito tempo, o conselho discutiu a colocação de uma placa memorial na casa e, em 1983, a decisão foi tomada pelo então prefeito Hermann Fuchs, com a intervenção do assessor de cultura Wolfgang Simböck. No entanto, a placa memorial não foi colocada, porque a proprietária (que não tinha conexão com Hitler) achou que seria uma intrusão em seus direitos de propriedade. Ela se opôs com sucesso no tribunal por causa de seu medo de atenção indesejada ou ataques de antinazis ou Neonazis.

## Instalação da pedra
Em 1989, o novo prefeito, Gerhard Skiba, tomou a iniciativa. Em abril de 1989, duas semanas antes do centenário do nascimento de Hitler, o monumento foi colocado diretamente em frente à casa, em terreno público. A pedra do memorial veio de uma pedreira no terreno do antigo campo de concentração de Mauthausen, perto de Linz, na Áustria. A inscrição no memorial diz:
FÜR FRIEDEN, FREIHEIT
UND DEMOKRATIE
NIE WIEDER FASCHISMUS
MILLIONEN TOTE MAHNEN
e democracia.
Nunca mais o fascismo.
Milhões de mortos nos lembram.
O nome oficial do monumento é a "Pedra Memorial Contra a Guerra e o Fascismo". Ele aparece como o "Mahnstein"  ("Remembrance Stone")  nos mapas.